# Ноукс, Роджер
Роджер Ноукс (англ. Roger I. Nokes, род. 13 августа 1958) — новозеландский ученый-физик и шахматист, мастер ФИДЕ.
Победитель чемпионата Новой Зеландии 1980/81 годов (разделил 1—3 места с О. Сарапу и В. Смоллом).
Чемпион острова Южный 1976 и 1980 годов Чемпион Норт-Шора 1991 г.
В составе сборной Новой Зеландии участник четырех шахматных олимпиад (1982, 2004, 2006 и 2008).
Участник чемпионата Великобритании 1981 года.
В 2005 году представлял Новую Зеландию в зональном турнире.
Специалист в области гидродинамики и газодинамики. Профессор Университета Кентербери. В 2009—2012 годах занимал должность руководителя университетского департамента гражданских и природных ресурсов. Член Королевского общества Новой Зеландии. Обладатель ряда наград в сфере преподавательской деятельности.

## Награды и премии
1993 — Медаль Оклендского университета за преподавание
2001 и 2008 — Премии Ассоциации студентов Университета Кентербери в номинации «Лучший лектор»
2003 — Медаль Университета Кентербери за преподавание
2006 — Национальная премия высшего педагогического мастерства.

## Основные спортивные результаты
| Год         | Город      | Соревнование                                          | + | − | = | Результат | Место         |
| ----------- | ---------- | ----------------------------------------------------- | - | - | - | --------- | ------------- |
| 1976        |            | Чемпионат острова Южный                               |   |   |   |           | 1             |
| 1978 / 1979 | Окленд     | Чемпионат Новой Зеландии                              | 4 | 4 | 3 | 5½ из 11  | 6—7           |
| 1979 / 1980 | Аппер-Хатт | Чемпионат Новой Зеландии                              | 5 | 2 | 4 | 7 из 11   | 4             |
| 1980        | Нельсон    | Чемпионат острова Южный                               |   |   |   |           | 1             |
| 1980 / 1981 | Линкольн   | Чемпионат Новой Зеландии                              | 3 | 0 | 8 | 7 из 11   | 1—3           |
| 1981        | Моркам     | Чемпионат Великобритании                              |   |   |   | 5 из 11   | [ 9 ] [ 10 ]  |
| 1982        | Люцерн     | XXV Олимпиада (сборная Новой Зеландии, ?-я доска)     | 3 | 5 | 4 | 5 из 12   |               |
| 1985 / 1986 | Крайстчерч | Чемпионат Новой Зеландии                              |   |   |   |           | [ 11 ] [ 12 ] |
| 1991        | Норт-Шор   | Чемпионат Норт-Шора                                   | 9 | 0 | 2 | 10 из 11  | 1             |
| 2004        | Кальвия    | XXXVI Олимпиада (сборная Новой Зеландии, ?-я доска)   | 2 | 3 | 5 | 4½ из 10  |               |
| 2005        | Окленд     | Зональный турнир                                      | 4 | 2 | 3 | 5½ из 9   | [ 13 ] [ 14 ] |
| 2006        | Турин      | XXXVII Олимпиада (сборная Новой Зеландии, ?-я доска)  | 1 | 5 | 2 | 2 из 8    |               |
| 2008        | Дрезден    | XXXVIII Олимпиада (сборная Новой Зеландии, ?-я доска) | 5 | 4 | 1 | 5½ из 10  |               |